# Roman Vondráček
Roman Vondráček (* 26. září 1984, Trutnov) je český hokejový útočník. V juniorských letech začínal ve Spartě Praha. Za ní nastoupil posléze i k několika zápasům v Extralize. V roce 2008 přestoupil do Komety Brno. Nyní hraje za tým HC Trutnov.

## Hráčská kariéra
- 1999-00 HC Sparta Praha - dor. (E)
- 2000-01 HC Sparta Praha - jun. (E)

HC Sparta Praha - dor. (E)
- 2001-02 HC Sparta Praha - jun. (E)
- 2002-03 HC Sparta Praha (E)

HC Berounští Medvědi (1. liga)
HC Sparta Praha - jun. (E)
- 2003-04 HC Sparta Praha (E)

BK Mladá Boleslav (1. liga)
HC Sparta Praha - jun. (E)
- 2004-05 HC Lasselsberger Plzeň (E)

HC VČE Hradec Králové (1. liga)
HC Lasselsberger Plzeň - jun. (E)
- 2005-06 HC VČE Hradec Králové (1. liga)
- 2006-07 HC VČE Hradec Králové (1. liga)
- 2007-08 HC VCES Hradec Králové (1. liga)
- 2008-09 HC Kometa Brno (1. liga)
- 2009-10 HC Kometa Brno (E)

Orli Znojmo (1. liga)
- 2010-11 HC VCES Hradec Králové (E)
- 2011-12 HC VCES Hradec Králové (E)
- Celkem v Extralize: 59 zápasů, 2 góly, 2 přihrávky, 4 body a 22 trestných minut. (ke konci sezony 2008/2009).[1]